# Rotors running refueling
Rotors running refuelling (normalt forkortet RRR og udtalt Triple-Romeo) foregår typisk når en helikopter vender tilbage til et skibs helipad eller står på landjorden, og lander, men ikke stopper sine motorer eller rotorer mens der foregår optankning med brændstof. Dermed er helikopteren klar til at lette igen med et øjebliks varsel hvis behovet skulle opstå. RRR er den ene måde man kan foretage en hurtig optankning af en helikopter. En anden metode er Helicopter in-flight refuelling (HIFR), hvor en helikopter befinder sig i hover over et skib, hejser en brændstofslange op og på den måde tanker helikopteren.
| Luftfart | Spire Denne artikel om flyvning er en spire som bør udbygges. Du er velkommen til at hjælpe Wikipedia ved at udvide den. |

| Militær | Spire Denne artikel om militær er en spire som bør udbygges. Du er velkommen til at hjælpe Wikipedia ved at udvide den. |